# МАКС
55°33′29.54″ пн. ш. 38°8′47.42″ сх. д. / 55.5582056° пн. ш. 38.1465056° сх. д.

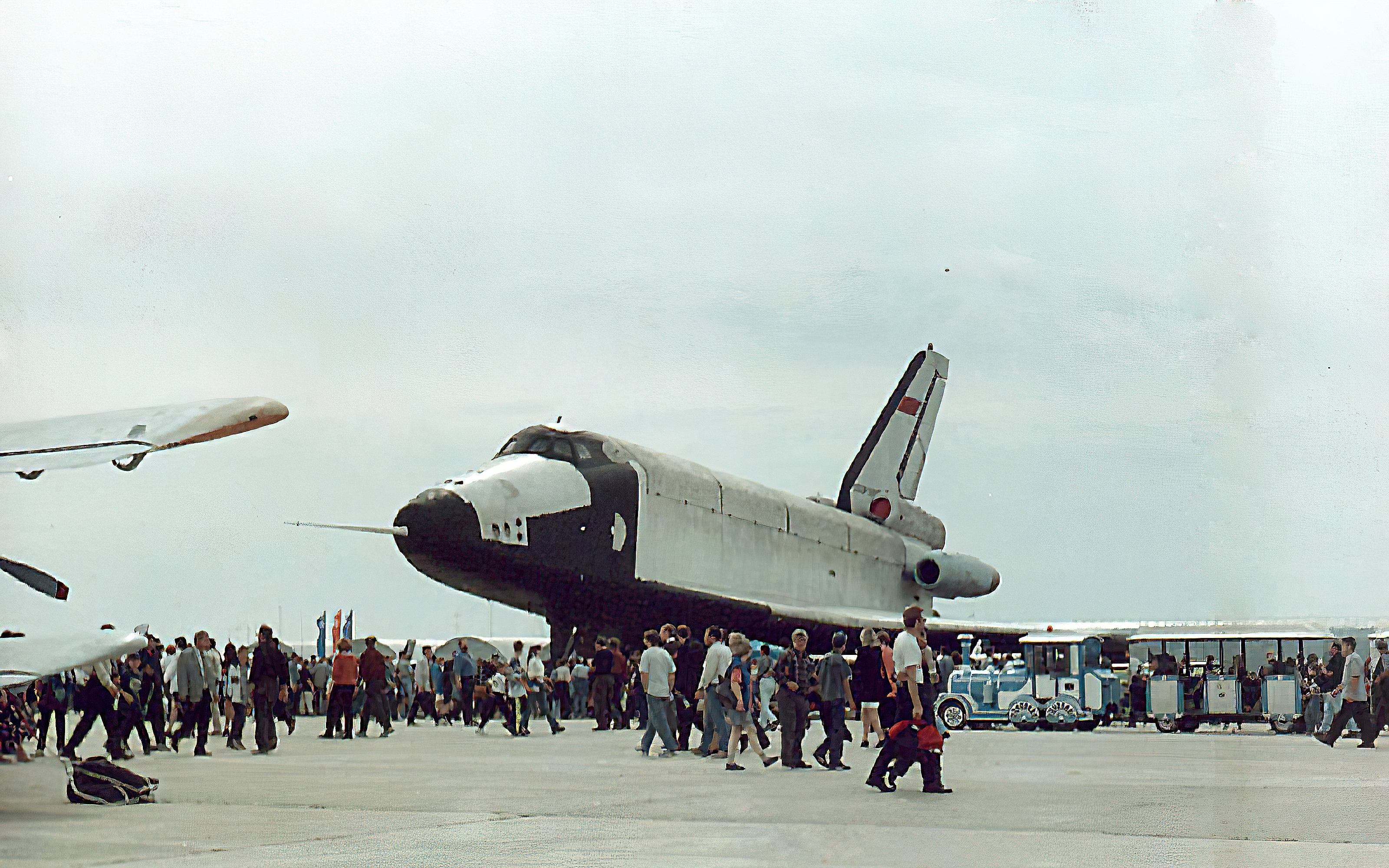
Буран на МАКС в 1999 році

Міжнародний авіаційно-космічний салон (абр. МАКС) — міжнародна аерокосмічна виставка, що проводиться з періодичністю раз на два роки в Жуковському, на аеродромі ЛДІ імені М. М. Громова неподалік від Москви.
Вперше виставка відбулася в 1993 році. МАКС проходить раз на два роки. Зазвичай 6 днів. Останні 3 дні вхід відкритий для всіх. Регулярно виступають пілотажні групи «Російські витязі» і «Стрижі», а також «Патруль де Франс». За словами відвідувачів, МАКС певною мірою схожий на пікнік: відвідувачі лежать на траві, їдять шашлики і п'ють пиво та квас.
Авіасалони супроводяться безпрецедентними заходами безпеки. Організовуються додаткові електропоїзди і автобуси до місця проведення салону.

## Історія проведення авіасалону

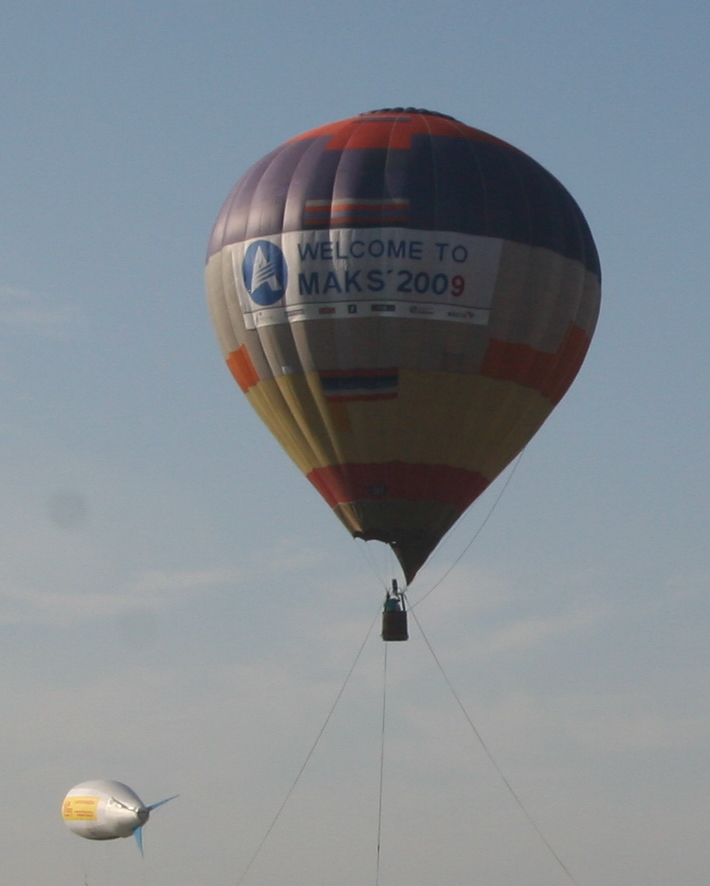
Повітряна куля з анонсом Макс’2009

- Перший авіасалон відбувся в м. Жуковському перед «Інженерним» корпусом ЦАГІ (1990 рік) [1]
- Міжнародна авіаційно-космічна виставка «Мосаерошоу-92» (11-16 серпня, 1992)
- I Міжнародний авіаційно-космічний салон МАКС-1993 (31 серпня — 5 вересня, 1993)
- II Міжнародний авіаційно-космічний салон МАКС-1995 (22-27 серпня, 1995)
- III Міжнародний авіаційно-космічний салон МАКС-1997 (19-24 серпня, 1997)
- IV Міжнародний авіаційно-космічний салон МАКС-1999 (17-22 серпня, 1999)
- V Міжнародний авіаційно-космічний салон МАКС-2001 (14-19 серпня, 2001)
- VI Міжнародний авіаційно-космічний салон МАКС-2003 (19-24 серпня, 2003)
- VII Міжнародний авіаційно-космічний салон МАКС-2005 (16-21 серпня, 2005)
- VIII Міжнародний авіаційно-космічний салон МАКС-2007 (21-26 серпня, 2007)
- IX Міжнародний авіаційно-космічний салон МАКС-2009 (18-23 серпня, 2009)
- X Міжнародний авіаційно-космічний салон МАКС-2011 (16-21 серпня, 2011)
- XI Міжнародний авіаційно-космічний салон МАКС-2013 (27 серпня — 1 вересня 2013)
- XII Міжнародний авіаційно-космічний салон МАКС-2015 (25—30 серпня 2015)
- XIII Міжнародний авіаційно-космічний салон МАКС-2017 (18-23 липня 2017)
- XIV Міжнародний авіаційно-космічний салон МАКС-2019 (27 серпня — 1 вересня 2019)
- XV Міжнародний авіаційно-космічний салон МАКС-2021 (20-25 липня 2021)
- XVI Міжнародний авіаційно-космічний салон МАКС-2023 (перенесений на 2024)[2][3].

## VIII Міжнародний авіаційнно-космічний салон МАКС-2007
- 21 серпня — відкриття авіасалону, відвідини виставки президентом Росії
- 22 серпня — «День Європи». Проекти з Європи, Європейського Космічного Агентства (зокрема проект польоту «Екзомарс» на Марс). Підписані багатомільйонні контракти з компанією Іллюшин.
- 23 серпня — «День випробувача».
- 24 серпня — перший день для відвідин всіма охочими
- 25 серпня — МАКС відвідало рекордна кількість відвідувачів — 300 тис. чоловік.
- 26 серпня — найбільша льотна програма, закриття авіасалону

Володимир Путін взяв участь у відкритті VIII Міжнародного авіаційно-космічного салону МАКС-2007. До програми «Президентського показу» увійшли польоти літаків Су-34 Ту-204-100, Ту-334-100, МіГ-29КУБ, МіГ-29ОВТ, Як-130, Іл-96Т, Іл-76МД-90 Іл-114-100, Су-30МК, вертольотів Ка-226, Мі-38, Мі-28Н і Мі-35М. Показ був завершений виступом пілотажних груп «Російські Витязі» і «Стрижі».
Брало участь 39 країн.

Підписані угода з Україною, угода про координування дій з космічних польотів (на Місяць і Марс).
Компанія «Сухой» і «Рособоронекспорт» досягли домовленості про постачання в Індонезію шести винищувачів Су-27 і Су-30. Росія вперше представила зенітний ракетний комплекс С-400 і продукти компанії «Об'єднана авіабудівна корпорація». Значна увага приділялася Sukhoi Superjet 100 і ГЛОНАСС.
У 2007 році вперше інформаційний центр на МАКСі був організований корпорацією «Google Росія», що відкрила блог авіасалону.
На думку влаштовувачів авіасалону, МАКС-2007 завершився підписанням контрактів більш ніж на 3 мільярди доларів.

## МАКС-2013
Авіасалон МАКС-2013 пройшов з 27 серпня по 1 вересня 2013 року в місті Жуковський, Московська область. Перші дні салон працював тільки для бізнес-аудиторії, потім відкрився для всіх відвідувачів. У перший день МАКС-2013 прийняв 157 тис. чоловік. Всього міжнародний авіаційно-космічний салон у 2013 році відвідало 350 тис. глядачів. Було представлено 256  літальних апаратів
Вперше в Росію приїхала пілотажна група «1-е серпня» ВПС Китаю, яка виступила на високошвидкісних реактивних винищувачах китайського виробництва 4-го покоління J-10.
Новинкою МАКС-2013 стали демонстраційні польоти літаків Швейцарської Конфедерації - F / A-18 Макдоннел-Дуглас («Хорнет»). Вперше на авіасалоні у м. Жуковському виступила французька пілотажна група «Breitling Jet Team» на семи навчально-тренувальних літаках Aero L-39 Albatros.
В числі традиційних учасників МАКС виступили ВПС Франції на винищувачах виробництва французької компанії «Дассо» - «Рафаль» («Шквал»).
Прем'єрний показ на МАКС-2013 провела чеська компанія Evektor. Вона представила легкий багатоцільовий пасажирський 9-ти місцевий 2-х моторний літак укороченого зльоту і посадки.
Другий раз на МАКС взяв участь найбільший широкофюзеляжний двопалубний чотирьохмоторний турбореактивний пасажирський літак концерну Airbus А-380 - найбільший серійний авіалайнер у світі з розмахом крила 80 м.
Також на авіаційно-космічному салоні виступила прибалтійська приватна громадянська пілотажна група «Baltic Bees».

### Підсумки
Участь в МАКС-2013 взяли 864 компанії з 44 країн світу. Загальна сума укладених контрактів склала 21,2 млрд доларів, що помітно перевищує показник 2011.
На МАКС-2013, вперше за чотири роки, були підписані військові контракти. Більша частина угод була укладена російськими літакобудівниками на поставку повітряних суден цивільного призначення. Зокрема, портфель замовлень на літаки МС-21 поповнився на 82 одиниці, на Sukhoi Superjet-100 - на 96 машин. Сумарна вартість угод перевищила 9 млрд доларів. Домовленості «Об'єднаної авіабудівної корпорації» з Міноборони Росії на підтримку льотної придатності повітряних суден оцінюються в 3 млрд доларів. Велику угоду з Міністерством оборони РФ на виконання дослідно-конструкторських робіт зі створення комплексу радіоелектронної боротьби (РЕБ) «Хібіни-У» для літаків фронтової авіації оформив Калузький науково-дослідний радіотехнічний інститут (КНІРТІ), що входить в Концерн «Радіоелектронні технології». Вартість робіт за контрактом складе 1,6 млрд рублів.
Корпорація ВСМПО-АВІСМА і компанія Airbus підписали на авіасалоні МАКС-2013 меморандум про взаєморозуміння, що передбачає розширення стратегічного партнерства в сфері виробництва, обробки та переробки титанової продукції. В рамках цієї угоди, ВСМПО-АВІСМА і Airbus будуть спільно розробляти нові титанові сплави для програм компанії Airbus.
У перший день роботи МАКС, холдинг "Вертольоти Росії" підписав ряд угод і контрактів із зарубіжними партнерами. Зокрема, було укладено контракт з колумбійської Вертикальна де Aviacion на поставку п'яти вертольотів Мі-171А1 і п'яти вертольотів Ка-62. Очікується, що поставки Мі-171А1 почнуться в 2015 році, поставки Ка-62 - з 2016 року.
Крім того, «Вертольоти Росії» підписали меморандум про взаєморозуміння з Siemens, який закріплює рішення російської компанії про вибір PLM-технології від Siemens як стандарт для автоматизованого проектування та управління даними про виріб на всіх підприємствах холдингу.
Між КРЕТ і холдингом "Вертольоти Росії" також було підписано генеральну угоду про співробітництво в галузі розробки, поставки та післяпродажного обслуговування вертолітної техніки.
Угоди про наміри придбати 100 літаків Bombardier Q400 NextGen підписали дві російських лізингових компанії, вартість угод оцінена в 3,4 млрд доларів. Зокрема, дочірня структура РОСТЕХ лізингова компанія «Авіакапітал сервіс» забезпечить поставку в Росію 50 літаків Q400 NextGen, побудованих в Канаді.
На російських потужностях має бути зібрано мінімум 50 машин. На них підписано угоду між російською лізинговою компанією «Ільюшин Фінанс» і «Бомбардьє». У ньому уточнюється, що літаки будуть закуплені у спільного підприємства канадців і РОСТЕХ.
Вхідний до Ростех холдинг «Авіаційне обладнання» і «дочка» Об'єднаної авіабудівної корпорації («ОАК») - «ОАК-Транспортні літаки» (ОАК-ТС) уклали довгостроковий договір на поставку комплектів авіаційного обладнання для важкого військово-транспортного літака Іл-76МД- 90А, а також післяпродажне та сервісне обслуговування систем для Іл-76МД-90А.
Крім того, Концерн й «Об'єднана авіабудівна корпорація» (ОАК) також домовилися про співпрацю в області поставок бортового радіоелектронного устаткування (БРЕО). За умовами підписаної угоди КРЕТ створить систему централізованих поставок і післяпродажного обслуговування обладнання, зв'язану з відповідними операційними центрами ОАК. Угода передбачає відповідальність КРЕТ за весь життєвий цикл поставляється на повітряні судна ОАК БРЕО: від розробки ескізного макету до післяпродажного і сервісного обслуговування готових виробів.

## Аварії
- 28 липня 1992 року, при відпрацюванні елемента «карусель» був втрачений Як-38: після завершення фігури виник небезпечний крен, через якого спрацювала автоматична система аварійного покидання літака, і пілот Як-38, заслужений льотчик-випробувач СРСР Віктор Заболотський, катапультувався в відповідно до алгоритму роботи системи порятунку. Льотчик не постраждав. Втрачений літак повинен був разом з іншим Як-38 відкривати «Мосаерошоу '92». Організатори вийшли з положення таким чином, що прапор авіасалону пронесла пара, що складається з літака Як-38 і вертольоту Мі-8.
- На «Мосаерошоу '92» під час демонстрації катапультування з літаючої лабораторії Су-15 на малій висоті сталася друга аварія: після манекена довелося катапультуватися і самому пілотові через відмову управління.
- 18 серпня 1997 року, за день до відкриття авіасалону при виконанні тренувального польоту розбився дослідний екземпляр літака-амфібії Бе-103. Після зльоту в 11 ч. 14 хв. літак набрав висоту близько 100 м, потім, намагаючись вписатися в межі зони пілотування, пілот ввів літак в крутий віраж з набором висоти при недостатній швидкості, що призвело до випадкового виходу на надкритичні кути атаки і звалювання, для виходу з якого не вистачило запасу висоти. Літак впав на території аеродрому, пілот, льотчик-випробувач другого класу Володимир Миколайович Ульянов, загинув.
- 16 серпня 2009 року, під час тренувального польоту в рамках підготовки до МАКС-2009 відбулося зіткнення двох винищувачів Су-27 пілотажної групи «Російські витязі». Загинув командир (ведучий) групи, заслужений військовий льотчик Російської Федерації, гвардії полковник Ігор Ткаченко, постраждали ще кілька людей, в тому числі жителі садового товариства «Белозёриха».  Відкриття авіасалону 18 серпня почалося з хвилини мовчання в пам'ять про загиблого пілота.
- 20 серпня 2009 року, літак Ан-70, який готувався до зльоту, вирулював на повороті злітної смуги. Пілот не розрахував відстань до найближчого літака і крилом зачепив трап літака (різні джерела називають Іл-76 або Іл-96-400). У пригоді ніхто не постраждав, трап був замінений протягом 5 хвилин, літаки пошкоджень не отримали. Однак ДП «Антонов» це повідомлення спростувало і заявило, що зіткнення не було, а літак Ан-70 20 серпня вилетів до Києва.
- 18 серпня 2011 року, при посадці літак L-39 пілотажної групи "Балтійські бджоли" зійшов зі смуги.
- 21 серпня 2011 року, при розгоні літака ПАК ФА було видно спалах, після чого був випущений гальмівний парашут, і літак зупинився в межах злітної смуги. За попередніми даними, причиною інциденту став помпаж двигуна.

## Цитати
- Прем'єр України Віктор Янукович:

И эта выставка, которая открывается в Москве — на неё грех не поехать